# Johann Gottfried Heinrich Schulze
Johann Gottfried Heinrich Schulze (* 1. Juni 1809 in Allstedt; † 26. September 1875 in Gerstungen) war ein deutscher evangelischer Geistlicher und Politiker.

## Leben
Als Sohn eines Drechslers geboren, ging Schulze auf die Waisenhausschule in Halle und studierte evangelische Theologie ab 1832 in Berlin, 1833 wohl in Halle und von 1834 bis 1835 in Jena. Während seines Studiums wurde er 1834 Mitglied der Jenaischen Burschenschaft. Im Herbst 1835 war er als cand. theol. in Weimar, bevor er 1836 als Hauslehrer in Geisa tätig war. 1838 bestand er in Eisenach sein zweites Examen und wurde im selben Jahr dort ordiniert.
Von 1838 bis 1854 war Schulze als Pfarrer in Weilar tätig und ging dann bis 1866 als Ephorie-Vikar bzw. Superintendentur-Verweser nach Gerstungen. Dort war von 1866 bis 1875 als Pfarrer und Superintendent tätig.
1848 war er Abgeordneter des Landtags von Sachsen-Weimar-Eisenach.